# Bolno
Bolno (en macédonien Болно) est un village du sud-est de la Macédoine du Nord, situé dans la municipalité de Resen. Le village comptait 237 habitants en 2002.

## Démographie
Lors du recensement de 2002, le village comptait :
- Macédoniens : 234
- Serbes : 1
- Autres : 2